# مدار ماه‌مرکزی

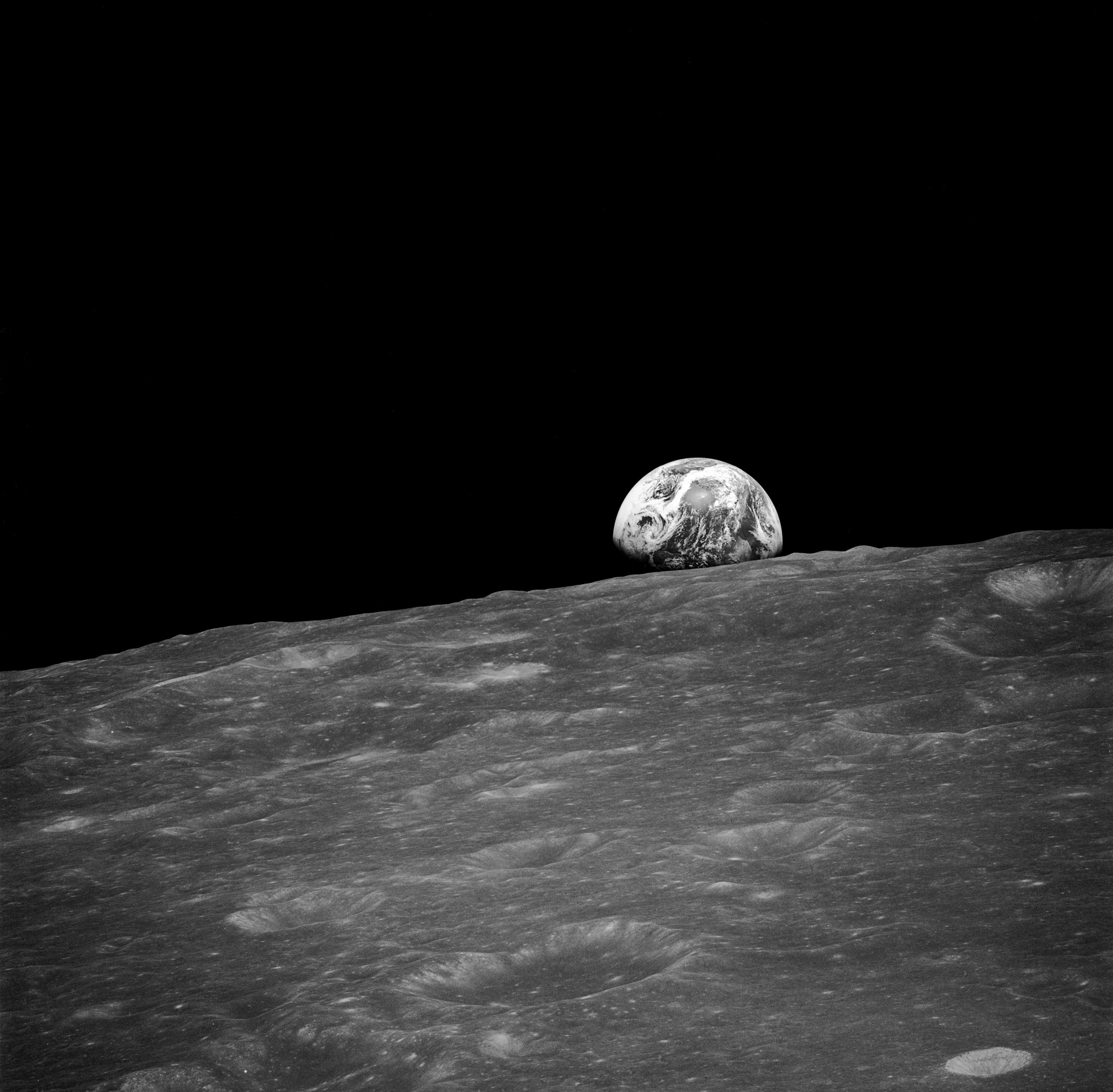
ماه از مدار ماه‌مرکزی, درحالی که سیارهٔ زمین در افق، از دیدگاه آپولو ۸ در مأموریت ۲۴ دسامبر، ۱۹۶۸ دیده می‌شود.

مدار ماه‌مرکزی یا مدار پیرامون ماه (به انگلیسی: Selenocentric orbit)، که در ستاره‌شناسی به مدار ماه‌محور (یا سلنسنتیک) نیز شناخته می‌شود، به مسیر گردش یک جسم اطراف ماه اشاره دارد.
همانگونه که در برنامه‌های فضایی مربوط به ماه استفاده می‌شود، در اشاره به «مدار ماه»؛ مدار گردش ماه به دور زمین در نظر نیست، بلکه به مدارهای مختلفی که توسط فضاپیماهای باسرنشین یا بدون سرنشین بر گرد ماه می‌چرخند اشاره دارد. اوج ارتفاع (دورترین نقطه از سطح) برای یک مدار ماه‌مرکزی است، در حالی که حضیض (نزدیکترین نقطه به سطح) شناخته شده‌است.
مدارهای ماه‌مرکزی پایینی (ال‌ال‌اُ LLO) - که محدوده‌های کمتر از ۱۰۰ کیلومتر (۶۲ مایل) - از مدارهای مورد علاقه خاص در مورد کاوش ماه هستند، اما به خاطر اثرهای گرانشی گرانشی پریشیدگی که بیشتر آنها را بی‌ثبات می‌سازد، تنها چند مسیر در مدار مفید (ال‌ال‌اُ LLO) برای استفادهٔ طولانی‌مدت مدارهای منجمد با زمان نامحدود امکان‌پذیر است.